# Breathe You in
Breathe You in е поп песен, написана от Thanh Bui, Gary Pinto и Rodney Mark Davies за германското поп трио Монроуз. Песента е част от четвъртия и последен студиен албум на групата Ladylike. Съпродуценти на песента са Pete Kirtley, Andrew Murray и Christian Ballard, като се очаква тя да бъде издадена като първия сингъл от албума на 3 декември 2010 година. Видеото към песента е заснето на 25 ноември 2010 в Германия.